# Eduardo Sepúlveda Puerto
Eduardo Sepúlveda Puerto (Valencia, 22 de agosto de 1973) es un deportista español que compitió en esgrima, especialista en la modalidad de espada.
Ganó una medalla de plata en el Campeonato Mundial de Esgrima de 2006 y una medalla de plata en el Campeonato Europeo de Esgrima de 2000, ambas en la prueba por equipos.

## Palmarés internacional
| Campeonato Mundial | Campeonato Mundial | Campeonato Mundial | Campeonato Mundial |
| Año                | Lugar              | Medalla            | Prueba             |
| ------------------ | ------------------ | ------------------ | ------------------ |
| 2006               | Turín (Italia)     | Medalla de plata   | Espada por equipos |
| Campeonato Europeo |                    |                    |                    |
| Año                | Lugar              | Medalla            | Prueba             |
| 2000               | Funchal (Portugal) | Medalla de plata   | Espada por equipos |